# Ernst Arnegger
Ernst Arnegger (* 11. August 1944 in Markdorf) ist ein deutscher Politiker der CDU.

## Leben und Politik
Arnegger wuchs in Markdorf auf und besuchte dort die Volksschule, heute als Jakob-Gretser-Grundschule eine der größten im Bodenseekreis. Er studierte Mathematik, Kunst und katholische Religion auf Lehramt. Ab 1972 war er als Lehrer am Albert-Einstein-Gymnasium in Ravensburg tätig. Von 1984 bis 1992 gehörte er für zwei Legislaturperioden dem Landtag von Baden-Württemberg an, wo er über das Direktmandat den Wahlkreis Bodensee vertrat. Arnegger ist aktuell Mitglied im Kreistag des Bodenseekreises und in der Verbandsversammlung des Regionalverbands Bodensee-Oberschwaben. Zudem ist er kirchlich und sozial engagiert.

## Ehrungen
- 2005: Verdienstkreuz 1. Klasse der Bundesrepublik Deutschland